# Donne (Stefano Rosso)
Donne è il sesto album in studio del cantautore italiano Stefano Rosso, pubblicato nel 1982.

## Descrizione
Donne è il secondo album dell'artista romano pubblicato dalla Lupus e, come il precedente, è anche questo un concept album: come si evince dal titolo, il disco infatti è una raccolta di ritratti femminili.
Per la promozione la canzone scelta è La casa di Silvia, che il cantautore presenta a Discoring e che è anche il brano pubblicato sul lato B del 45 giri estratto dall'LP, mentre sul lato "A" c'è Come te; entrambe sono tra le canzoni più rilevanti del disco, ma sono da ricordare anche la ritmata Annetta di Milano (con il sax suonato da Gianni Oddi) e le intense Ma se vedo e Via del tempo.
Anche in questo disco sono inseriti due strumentali, Dora dance e Le ragazze di Buffalo.
Tutte le canzoni sono scritte dallo stesso Rosso, e sono edite dalle Edizioni Musicali Anaconda.
Le registrazioni sono state effettuate negli studi Titania di Roma, ed il tecnico del suono è Giampaolo Bresciani; il grafico che ha curato la copertina, che raffigura una foto di Stefano Rosso con sullo sfondo New York, è Maurizio Beltrame.
Pubblicato da Lupus in formato LP con numero di catalogo LULP 14912, il disco non è mai stato ristampato in CD.

## Tracce
Lato A
1. Come te – 3:50
2. Annetta di Milano – 2:52
3. La casa di Silvia – 4:10
4. Rosalita – 4:39
5. Dora dance – 2:10

Durata totale: 17:41
Lato B
1. Donne – 3:33
2. Via del tempo – 2:57
3. Angelita – 1:56
4. Ma se vedo – 3:20
5. Gina blues – 2:35
6. Le ragazze di Buffalo – 3:50

Durata totale: 18:11

## Formazione
- Stefano Rosso – voce, cori, percussioni, chitarra acustica, banjo
- Walter Martino – batteria
- Mauro Balestra – pedal steel guitar
- Piero Montanari – basso
- Romano Musumarra – tastiera, sintetizzatore
- Massimo Moriconi – basso
- Gualtiero Cesarini – chitarra acustica
- Silvano Chimenti – chitarra elettrica
- Marco Stella – violino (in Via del tempo, Gina blues, Le ragazze di Buffalo)
- Gianni Oddi – sax (in Annetta di Milano)
- Fratelli Balestra – cori